# Nasiedle

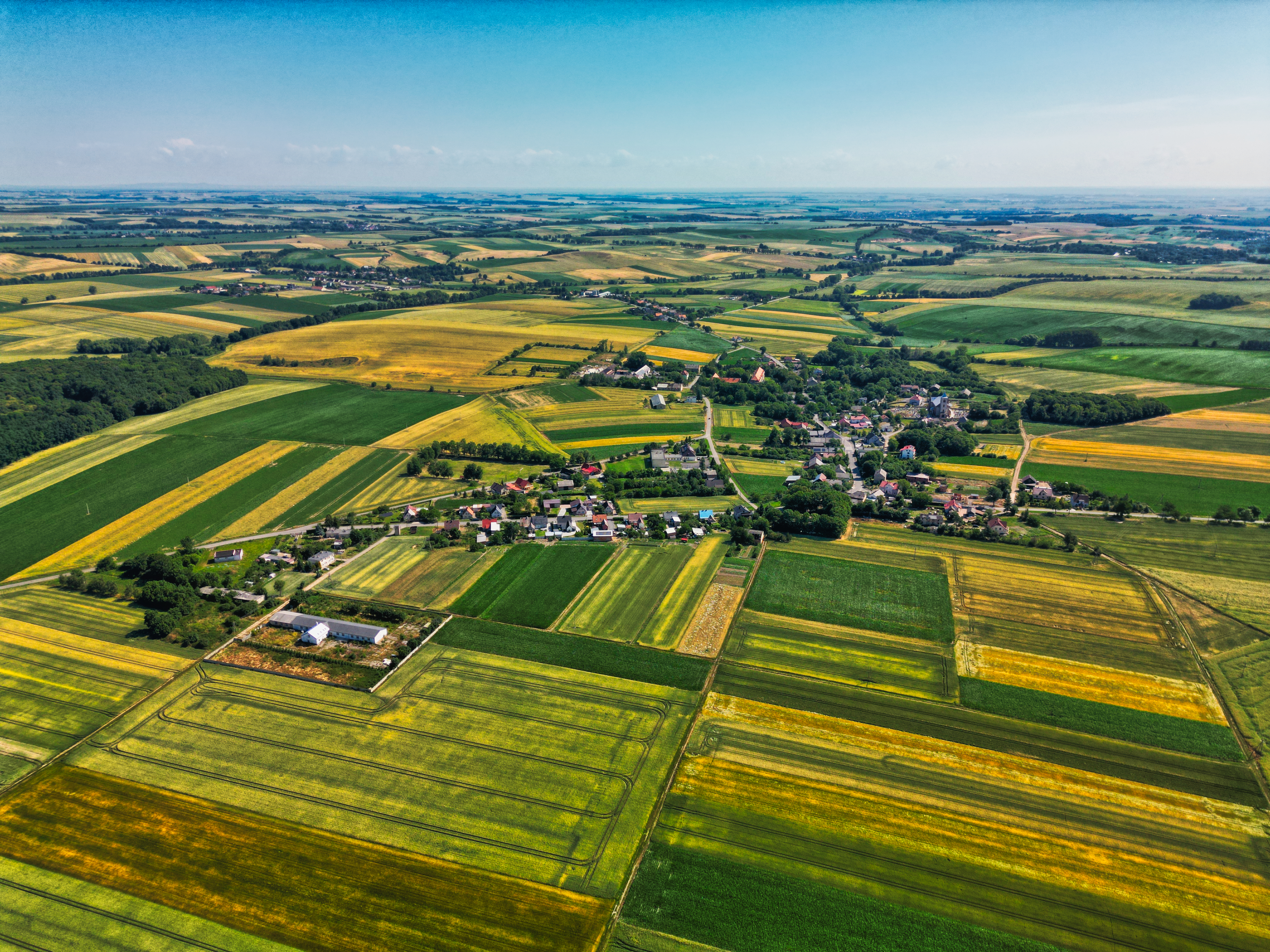

Nasiedle (cz. Násilé, Násidlí, Násidle, niem. Nassiedel, dawniej Nassidl) – wieś w Polsce położona w województwie opolskim, w powiecie głubczyckim, w gminie Kietrz. Wieś administracyjnie obejmuje przysiółek Nowy Dwór.

## Nazwa
Nazwa miejscowości pochodzi od polskiej i czeskiej nazwy przedmiotu służącego do noszenia – nosidła lub od nazwy procesu osiedlania się (nasiedlania) ludności na pewnym terenie "osadnictwa". Heinrich Adamy w swoim dziele o nazwach miejscowych na Śląsku wydanym w 1888 roku we Wrocławiu jako starszą od niemieckiej wymienia on nazwę w formie – "Nosidlo" tłumacząc nazwę na "Wohnsitz" czyli po polsku "Siedziba". Niemcy zgermanizowali nazwę na Nassiedel w wyniku czego utraciła ona swoje pierwotne znaczenie.
Miejscowość została zanotowana po łacinie w roku 1253 jako Nasile, 1288 Nasil, 11294 Nazil, 1361 Nassidil, 1377 Nasedil, 1451 Nasidl, w 1464 Nasyla oraz Naszedel, w 1497 Nasyl.

## Historia
Historycznie miejscowość leży na tzw. polskich Morawach, czyli na obszarze dawnej diecezji ołomunieckiej. Po raz pierwszy wzmiankowane zostały w 1253, kiedy należało do czeskiego Margrabstwa Moraw, później do księstwa opawskiego, które co najmniej od końca XV wieku było już uważane za część Górnego Śląska.
Po wojnach śląskich znalazła się w granicach Prus i powiatu głubczyckiego. Była zamieszkała przez tzw. Morawców. W 1910 60% mieszkańców posługiwało się czeskimi gwarami laskimi. W granicach Polski od końca II wojny światowej. Po drugiej wojnie światowej Morawców uznano za ludność polską i pozwolono im pozostać. Po 1956 nastąpiła fala emigracji do Niemiec.
W latach 1954–1972 wieś należała i była siedzibą władz gromady Nasiedle.

## Zabytki
Do wojewódzkiego rejestru zabytków wpisane są:
- zespół pałacowy, ul. Szkolna 21, z 1730 r., 1930 r.:
  - Pałac w Nasiedlu
  - dwie oficyny
  - park
- browar, ul. Zamkowa 24, z poł. XIX w.